# سفارت اندونزی در قاهره
سفارت اندونزی در قاهره یک منطقهٔ مسکونی و نمایندگی سیاسی این کشور در مصر است که در قاهره واقع شده‌است.